# Дома 1169 км
Дома 1169 км (рос. Дома 1169 км) — сільський населений пункт без офіційного статусу в Глазовському районі Удмуртії, Росія.

## Населення
Населення — 16 осіб (2010; 18 в 2002).
Національний склад станом на 2002 рік:
- удмурти — 72 %
- росіяни — 28 %